# Chirurgii planetari
Chirurgii planetari (1960) (titlu original Chirurgien d'une planète) este un roman science fiction scris de Gérard Klein sub pseudonimul Gilles d'Argyre. Cartea a fost revizuită și reeditată în 1987, sub titlul Le rêve des forets, traducerea românească fiind făcută după această ediție. 
Romanul face parte din seria Saga familiei d'Argyre.

## Intriga
Georges Beyle este un reprezentat al Pământului trimis pe Marte pentru a susține proiectul de terraformare al acestei planete. Proiectul, conceput de climaticianul Archim Noroit, este combătut de Marele Consiliu al planetei Marte, format din membrii unor vechi familii. Acest consiliu este condus de Jon d'Argyre, care se teme că își va pierde privilegiile dobândite de generații. Fără ca el să o știe, fiica lui, Gena, îl susține pe Archim, de care este îndrăgostit.
Beyle sosește pe Marte exact la timp pentru a-l salva pe Archim de un atentat pus la cale pentru a-l omorî. Urmărind filiera pentru a găsi originile atentatului, ajunge la Jon d'Argyre, pe care îl forțează să susțină proiectul de terraformare. Marțianul se supune, dar apoi se sinucide.
Odată obținut acordul marțienilor pentru proiect, este nevoie să intre în scenă pământenii, care vor exporta atmosferă și apă pe Marte. Aceste elemente urmează să fie luate din Marea Mediterană și din calota antarctică. O defecțiune a unui satelit provoacă un cataclism în Antarctica, curmând multe vieți. Când se descoperă că satelitul a fost sabotat, Carenheim, care dorește demult să controleze proiectul pentru a putea impune conducerea Pământului asupra planetei Marte, îi acuză pe marțieni.
În același timp, se folosește de o mișcare religioasă marțiană care se opune terraformării. Susținându-i din umbră acțiunile violente, el vrea să îi discrediteze pe marțieni și să preia conducerea operațiunilor. Dar Beyle, pe care un sabotaj l-a transformat pe jumătate în mașină, îi dejoacă planurile cu ajutorul unei invenții care permite transportarea instantanee la distanță a materiei și a informației.

## Istoria publicării
Gérard Klein s-a decis să scrie pentru bani, folosind pentru acest lucru pseudonimul Gilles d'Argyre (în latină, banilor li se spune argirum). Primul roman publicat sub acest pseudonim a fost Chirurgii planetari, al cărui manuscris original număra aproximativ 450.000 de cuvinte. Pentru a respecta cerințele colecției "Anticipation" de la editura Fleuve Noir, Klein a fost nevoit să îl reducă la 300.000 de cuvinte. Ulterior, în 1987, a revizuit romanul pentru a-l aduce la zi cu noile descoperiri științifice, adăugându-i și o parte din materialul eliminat la prima publicare. 